# 1939 au Maroc
Chronologie du Maroc
- 1935
- 1936
- 1937
- 1938
- 1939
- 1940
- 1941
- 1942
- 1943

Cet article présente les faits marquants de l'année 1939 au Maroc ou relatifs au Maroc.

## Événements
- Le sultan du Maroc (futur Mohammed V) soutient la France dans la seconde guerre mondiale.
- L'Union sportive marocaine remporte la Ligue du Maroc de football 1938-1939.

## Naissances en 1939
- 19 juillet : Évelyn Séléna, actrice française († 25 mars 2025).